# David Salanon
David Salanon, né le  5 janvier 1974 dans la Loire, est un pilote de rallye français. Il est deux fois vainqueur de la finale de la Coupe de France des rallyes en 2010 et 2011.

## Biographie

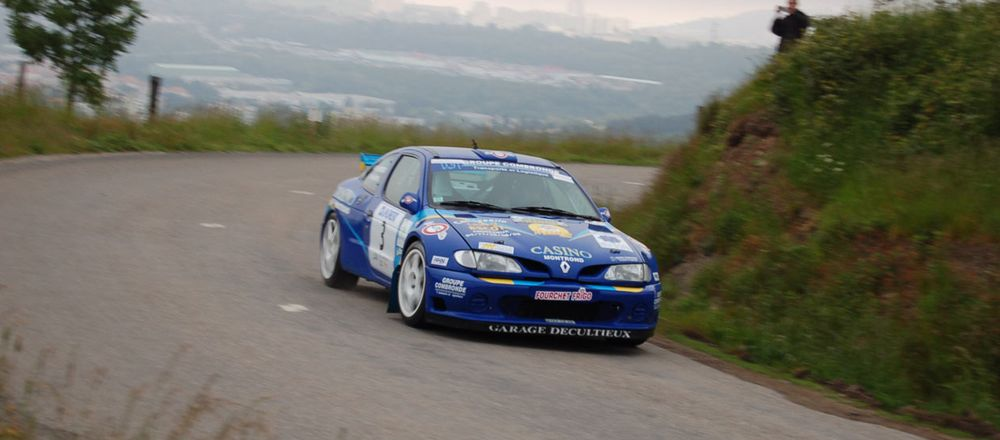
Sur Maxi Mégane au Rallye Saint-Étienne-Forez.

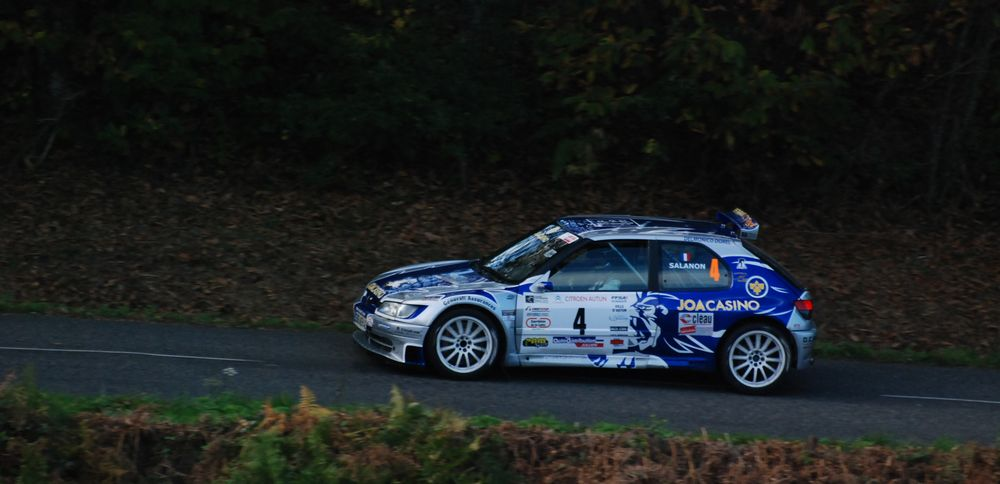
David Salanon et Jérôme Degout - Peugeot 306 Maxi - Champion de la Coupe de France des Rallyes 2011 à Autun.

Fils d'André Salanon, lui-même pilote de rallye dans la région Rhône-Alpes, David Salanon débute en compétition en 1996, à l'âge de 22 ans, sur Renault Clio du Groupe N, avec laquelle il remporte le titre de champion de France Groupe N en 1998.
Il démarre en championnat de France en 2005 au Rallye Lyon-Charbonnières sur Renault Mégane Maxi, terminant 6e de l'épreuve (copilote Céline Combronde). En 2006 il obtient un podium en Championnat (3e du Lyon-Charbonnières). Sa saison la plus accomplie est celle de 2007. Il quitte le championnat après le Lyon-Charbonnières 2009, gagne la finale de Coupe en 2010 à Hasparren, puis retourne pleinement en Coupe de France[pas clair] en 2011 en signant d'emblée une victoire, pour trois au total durant l'année, et quatre nouvelles en 2012.
Au total, il remporte une cinquantaine de victoires nationales et régionales, le plus souvent en Coupe de France.
De retour en Championnat de France des rallyes en 2013, il dispute le Rallye Lyon-Charbonnières ou il se classe 5e au scratch au volant Citroën C4 WRC.
En 2014, David fait son retour en championnat de France avec une Ford Fiesta WRC avec au programme cinq à six rallyes. Il gagne le Rallye Lyon-Charbonnières pour son retour en championnat. Il participe à plusieurs nationaux de coupe de France.
En 2015, il revient pour viser le titre de Champion de France, toujours à bord de la Fiesta WRC. Il commence la saison au Touquet où il termine troisième, avant un abandon prématuré au Lyon-Charbonnières, suivi du même revers à Antibes. N'ayant quasiment plus de chances de finir bien placé au terme du championnat à la suite de ses abandons successifs, il remporte cependant le rallye du Var.

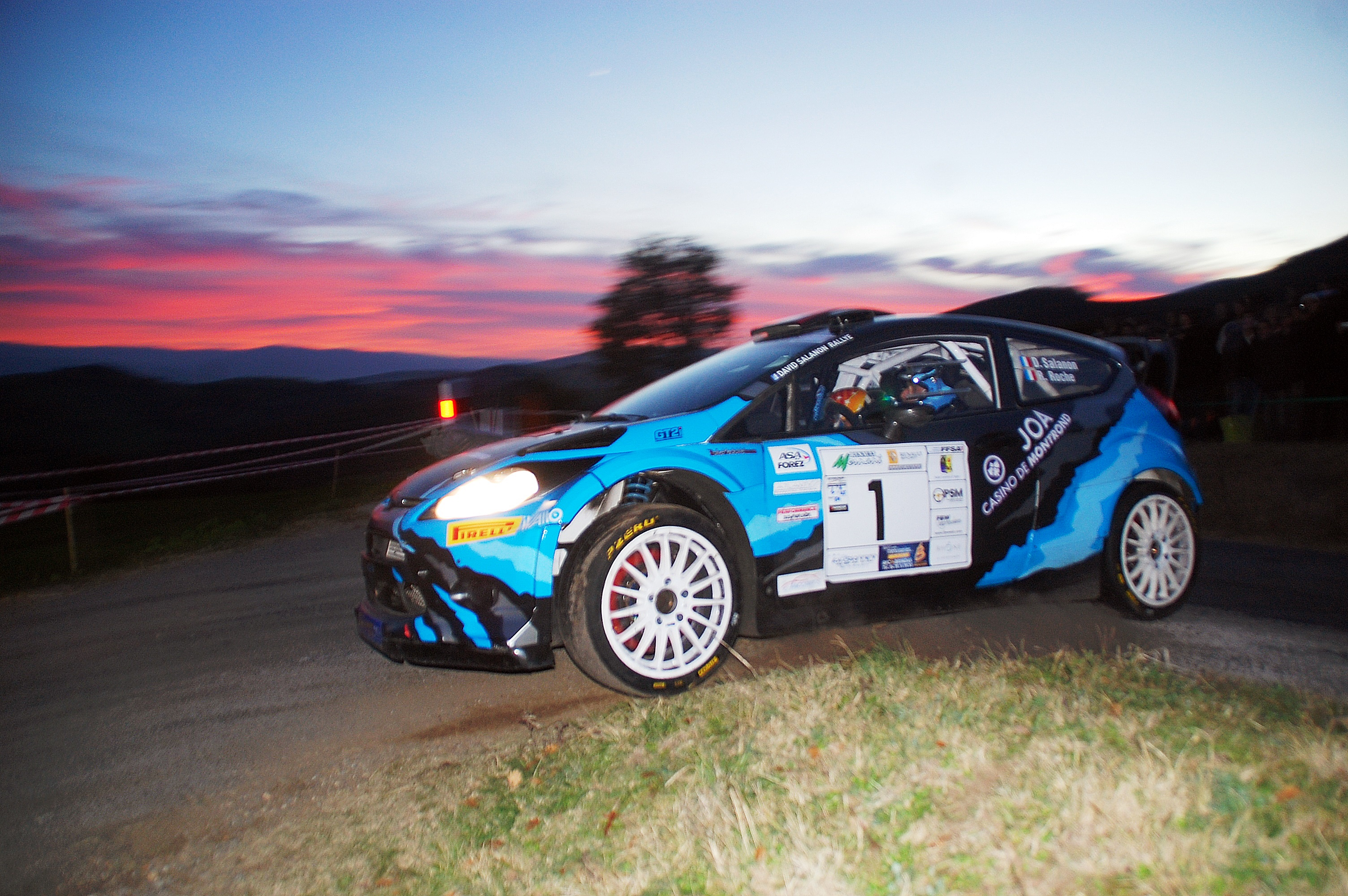
David Salanon et Romain Roche - Ford Fiesta WRC - Rallye Monts et Coteaux 2015 (Vainqueurs)

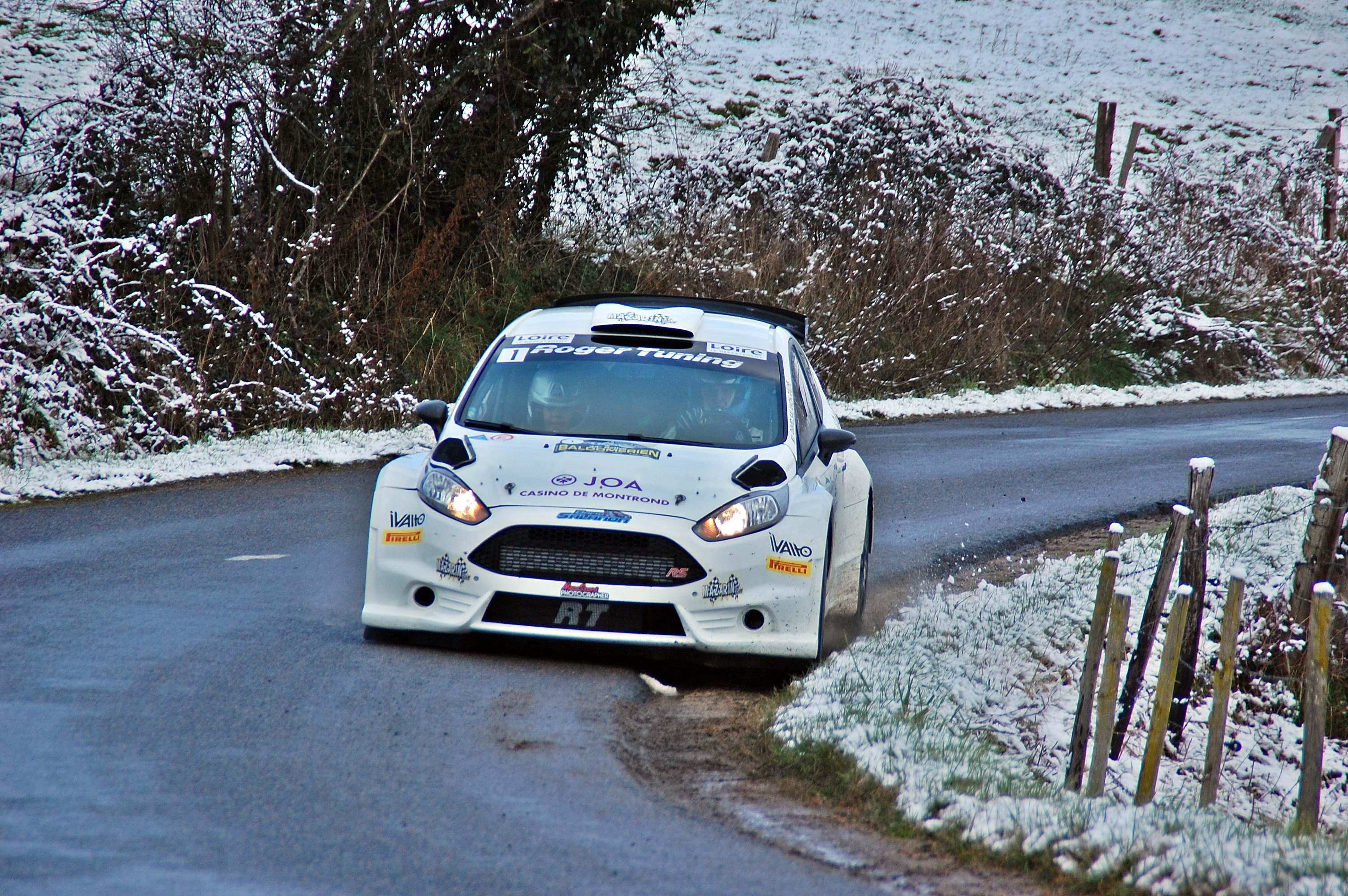
David Salanon et Céline Caillet au 34e Rallye du Baldomerien 2016 (Vainqueurs)

En 2016 il participe au Championnat de France asphalte à bord de sa Fiesta WRC, après une préparation au Baldomerien une nouvelle fois gagné à bord d'une Fiesta R5.

## Palmarès

### Titre et classement en championnat de France (D1 ou National) des rallyes
- Champion de France National du groupe N: 1998;
  - 3e du championnat de France en 2007;

### Victoires en Championnat de France des rallyes
- Rallye Lyon-Charbonnières :
  - 2007, copilote Céline Combronde, sur Peugeot 307 WRC
  - 2014, copilote Romain Roche, sur Ford Fiesta RS  WRC[1]
  - 2016, copilote Laurent Magat, sur Ford Fiesta RS  WRC
  - 2017, copilote Laurent Magat, sur Ford Fiesta RS  WRC[2]
- Rallye du Rouergue : 2007, copilote Céline Combronde, sur Peugeot 307 WRC
- Rallye du Var
  - 2014, copilote Romain Roche, sur Ford Fiesta RS WRC (1er au classement du championnat de France, 2e au général derrière Sébastien Loeb)
  - 2015, copilote Romain Roche, sur Ford Fiesta RS WRC
  - 2017, copilote Jérôme Degout, sur Ford Fiesta RS WRC[3]
- Rallye d'Antibes : 2016, copilote Laurent Magat, sur Ford Fiesta RS WRC

### Victoires en Coupe de France des Rallyes
- Double vainqueur de la Finale de la Coupe de France des rallyes, en 2010 (Hasparren) et 2011 (Autun), avec Jérôme Degout sur Peugeot 306 Maxi;

(nb: il atteint quatre autres finales, en 1998 (second à Tournus), 2003, 2006 et 2022 (troisième à Béthune)
| BALDOMERIEN              | 2000 | 2003 | 2004 | 2005 | 2007 | 2008 | 2009 | 2010 | 2011 | 2012 | 2013 | 2015 | 2016 | 2017 | 2023 |
| VAISON                   | 2001 |      |      |      |      |      |      |      |      |      |      |      |      |      |      |
| PAYS DU GIER             | 2001 | 2003 | 2004 | 2005 | 2023 |      |      |      |      |      |      |      |      |      |      |
| VAL D'ANCE               | 2003 | 2004 |      |      |      |      |      |      |      |      |      |      |      |      |      |
| ANNONAY                  | 2012 |      |      |      |      |      |      |      |      |      |      |      |      |      |      |
| MONTS DU LYONNAIS        | 2000 | 2010 | 2011 |      |      |      |      |      |      |      |      |      |      |      |      |
| FOREZ                    | 2005 | 2011 | 2012 | 2016 |      |      |      |      |      |      |      |      |      |      |      |
| COTE ROANNAISE           | 2000 | 2003 | 2004 | 2011 |      |      |      |      |      |      |      |      |      |      |      |
| CHAMBOST-LONGESSAIGNE    | 2004 |      |      |      |      |      |      |      |      |      |      |      |      |      |      |
| VELAY AUVERGNE           | 2004 | 2008 | 2009 |      |      |      |      |      |      |      |      |      |      |      |      |
| HAUTE VALLEE DE LA LOIRE | 2000 | 2001 |      |      |      |      |      |      |      |      |      |      |      |      |      |
| VAROIS                   | 2004 | 2005 | 2006 |      |      |      |      |      |      |      |      |      |      |      |      |
| NOIX DE FIRMINY          | 1999 | 2002 | 2008 | 2011 | 2012 |      |      |      |      |      |      |      |      |      |      |
| PICODON                  | 2005 |      |      |      |      |      |      |      |      |      |      |      |      |      |      |
| MONTBRISONNAIS           | 1999 | 2009 | 2013 | 2014 | 2016 | 2017 |      |      |      |      |      |      |      |      |      |
| TRIEVES                  | 2009 | 2010 |      |      |      |      |      |      |      |      |      |      |      |      |      |
| CAMISARDS                | 2004 |      |      |      |      |      |      |      |      |      |      |      |      |      |      |
| MONTAGNE NOIRE           | 2014 |      |      |      |      |      |      |      |      |      |      |      |      |      |      |
| LA CRAU                  | 2015 |      |      |      |      |      |      |      |      |      |      |      |      |      |      |
| LOZERE                   | 2010 |      |      |      |      |      |      |      |      |      |      |      |      |      |      |
| VIGANAIS                 | 2010 |      |      |      |      |      |      |      |      |      |      |      |      |      |      |
| MATOUR                   | 2010 | 2011 |      |      |      |      |      |      |      |      |      |      |      |      |      |
| PLAN DE LA TOUR          | 2011 |      |      |      |      |      |      |      |      |      |      |      |      |      |      |
| HAUT LIGNON              | 2001 | 2002 | 2003 | 2011 |      |      |      |      |      |      |      |      |      |      |      |
| LES LACS                 | 2001 | 2002 |      |      |      |      |      |      |      |      |      |      |      |      |      |
| MONTS ET COTEAUX         | 2010 | 2013 | 2014 | 2015 |      |      |      |      |      |      |      |      |      |      |      |
| MONTAGNE BOURBONNAISE    | 2003 |      |      |      |      |      |      |      |      |      |      |      |      |      |      |